# Live (album de Sweet Smoke)
Pour les articles homonymes, voir Liste des albums intitulés Live et Live.
Albums de Sweet Smoke
Darkness to Light
(1973)
Live est un album du groupe de rock psychédélique Sweet Smoke, enregistré lors d'un concert à Berlin en 1974.

## Pistes
| 1. | First Jam | 19:15 |

| 2. | Shadout Mapes / Ocean of Fears | 18:02 |

| 3. | People Are Hard | 08:17 |
| 4. | Schyler's Song  | 09:03 |
| 5. | Final Jam       | 13:47 |

## Personnel
- Marvin Kaminowitz : guitare, chant, percussions
- Andrew Dershin : basse, percussions
- Jay Dorfman : batterie, percussions
- Rick Greenberg : guitare rythmique, sitar
- John Classi : percussions, effets sonores
- Martin Rosenberg : tambourin, percussions